# Charelo

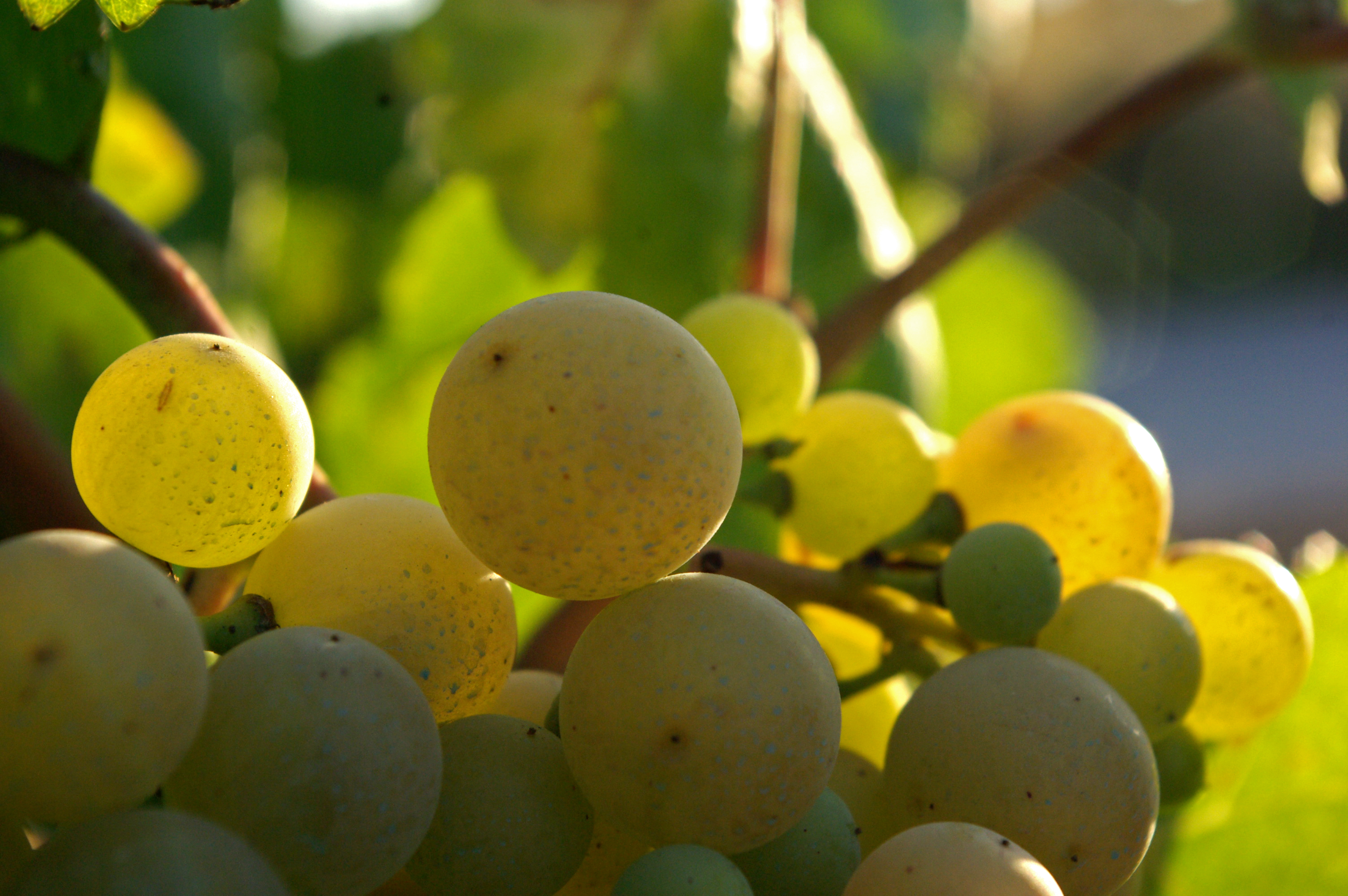
Uvas charelo

La Charelo (en catalán xarel·lo) es una uva blanca española que crece sobre todo en Cataluña, aunque también hay algunas hectáreas en Castilla y León, Castilla-La Mancha, Aragón y Extremadura. Es, junto con la macabeo y la parellada, una de las tres variedades tradicionales usadas para hacer el cava. En 2014 se contabilizaron 8.391,77 ha de esta variedad en España. Los vinos de charelo suelen tener mucho sabor y suelen ser más aromáticos que los de macabeo y parellada.  La charelo es fruto de un cruce entre la gibi y la brustiano faux.

## Viticultura
La charelo es una variedad de vigor medio. Se adapta bien a todos los terruños. Las yemas de la base son poco productivas. Tiene una buena productividad con condiciones climáticas favorables durante la floración. Es sensible al oídio, al mildio, a los ácaros y a las polillas del racimo, y es poco sensible a la botrytis. Sus épocas de maduración y de desborre son medias.
Se adapta bien a climas cálidos y secos.
Su ciclo vegetativo funciona correctamente entre los 0m y los 400m sobre nivel del mar.

## Sinónimos
Otros nombres para esta variedad son: cartoixa, cartuja, cartuxa, moll, pansa, pansa blanca, pansal, pansalat, pansalet, pansar, pensal, prensa branco, vinate, vinyater, xarel-lo, xarello y xarelo blanco.